# 默基特希臘禮天主教聖保羅天堂之母教區
默基特希臘禮天主教聖保羅天堂之母教區（拉丁語：Eparchia Dominae Nostrae Paradisis S. Pauli Graecorum Melkitarum）是一個位於巴西的東儀天主教教區（馬龍尼禮教會），屬聖保羅總教區。
教區成立於1971年11月29日（自巴西東方禮教長區），2009年有420,000名教友、十三名司鐸、五個堂區。現任教區主教為喬治·克奧里，榮休主教為法里斯·馬卡倫。